# Thalma biguttata
Thalma biguttata – gatunek pluskwiaka z podrzędu różnoskrzydłych i rodziny Dinidoridae.

## Taksonomia
Gatunek ten opisany został w 1868 roku przez Francisa Walkera. Autor ów umieścił go w monotypowym rodzaju Thalma. Drugi gatunek z tego rodzaju, T. secunda opisany został dopiero w 1996 roku przez Jerzego A. Lisa i Annę Kocorek.

## Morfologia
Pluskwiak o szerokim, owalnym ciele długości od 18 do 21 mm i szerokości od 11,2 do 11,5 mm. Ubarwienie ma ciemnobrązowe do czarniawobrązowego z ciemnożółtym czwartym członem czułków, żółtą plamką pośrodku nasady tarczki, a czasem też żółtą plamką na wierzchołku tarczki.
Głowa jest niemal tak długa jak szeroka, zaopatrzona w wyłupiaste, ciemnobrązowe oczy złożone oraz rudobrązowe przyoczka. Boczne krawędzie głowy mają przed oczami skierowany ku przodowi ząbek. Czułki różnią się od tych u T. secunda pierwszym członem wykraczającym nieco poza wierzchołek głowy.
Przedplecze jest szersze niż dłuższe, w zarysie trapezowate, o przedniej krawędzi wklęsłej i krawędziach bocznych równomiernie łukowatych. Sięgająca środka długości odwłoka tarczka ma szerokość niemal równą długości i zaokrąglony wierzchołek. Półpokrywy mają przykrywki dłuższe od tarczki, a zakrywki wystają nieco poza koniec odwłoka. Głęboki rowek biegnie środkiem śródpiersia i zapiersia. W przeciwieństwie do T. secunda odnóża tylnej pary u samic mają niezmodyfikowane golenie.
Odwłok ma listewki brzeżne nakryte od góry półpokrywami. Genitalia samca mają duże, szerokie, owalne paramery. Genitalia samicy mają spermatekę z zaokrąglonym zbiornikiem oraz wąskim i krótkim przewodem zakończonym wyraźnym powiększeniem.

## Rozprzestrzenienie
Rodzaj znany z Ambonu, Nowej Gwinei, innych wysp Melanezji oraz należących do australijskiego Queenslandu Wysp w Cieśninie Torresa.